# Isodon shikokianus
Isodon shikokianus là một loài thực vật có hoa trong họ Hoa môi. Loài này được (Makino) H.Hara mô tả khoa học đầu tiên năm 1948.